# Busino
Busino – jezioro w woj. zachodniopomorskim, w powiecie wałeckim, w gminie Wałcz, leżące na Równinie Wałeckiej.

## Dane morfometryczne
Powierzchnia zwierciadła wody według różnych źródeł wynosi od 125,0 ha przez 133,8 ha do 170,20 ha (lustra wody) lub 171,20 ha (ogólna).
Zwierciadło wody położone jest na wysokości 121,6 m n.p.m. lub 121,8 m n.p.m. Średnia głębokość jeziora wynosi 5,0 m, natomiast głębokość maksymalna 13,9 m.
Na podstawie badań przeprowadzonych w 1996 roku wody jeziora zaliczono do II klasy czystości.

## Hydronimia
Według danych z państwowego rejestru nazw geograficznych urzędowa nazwa tego jeziora to Busino.
Według spisu opracowanego przez Komisję Nazw Miejscowości i Obiektów Fizjograficznych (KNMiOF) nazwa tego jeziora to Byszno Wielkie. W różnych publikacjach i na mapach topograficznych jezioro to występuje pod nazwą Busino Duże lub Businowskie Duże.
Dane z państwowego rejestru nazw geograficznych podają oboczne nazwy tego jeziora: Busino Duże, Businowskie Duże, Byszkowskie, Byszno Wielkie, Duże Businowskie.